# Железничка станица Сићево
Железничка станица Сићево је бивша железничка станица која се налазила на Сићевачкој клисури. Нишавска железница која пролази кроз долинске усеке Сићевачке клисуре део је велике светске железничке магистрале (Лондон—Париз—Београд—Ниш—Софија—Истанбул).